# Smart Administration

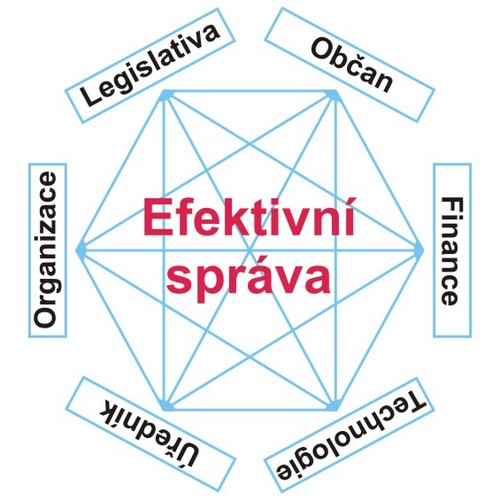
Hexagon Smart Administration

Pojem Smart Administration (SA) označuje strategii vlády ČR „Efektivní veřejná správa a přátelské veřejné služby. Strategie realizace Smart Administration 2007 – 2015“ (usnesení vlády ze dne 11. července 2007, č. 757). Cílem je celkově zkvalitnit služby veřejné správy a zlepšit tak komunikaci mezi úřady a občany. 
Strategie SA je realizována prostřednictvím projektů, které jsou financovány z dotací Evropské unie. Jedná se především o projekty zavádění e-Governmentu, což je elektronizace veřejné správy, a projekty vzdělávání zaměstnanců veřejné správy. Koordinací strategie SA bylo pověřeno Ministerstvo vnitra. 

## Hexagon efektivní veřejné správy
Strategie Smart Administration řeší veřejnou správu jako hexagon, jehož jednotlivé vrcholy symbolizují prvky, které jsou klíčové pro její efektivitu. 
Legislativa – měla by být co nejjednodušší a nejsrozumitelnější a přijímána jen v nezbytně nutných případech, aby nezpůsobovala zbytečnou byrokratickou zátěž. 
Organizace výkonu veřejné správy – vždy hledá rovnováhu mezi přiblížením veřejné správy občanovi a efektivní vynakládáním veřejných prostředků; zahrnuje v sobě úroveň řízení, metody řízení kvality, sledování výkonnosti a efektivnosti vynakládaných prostředků a sledování spokojenosti občanů jako zákazníků veřejné správy.   
Technologie – jsou prostředek, který usnadní styk občana s veřejnou správou, ale také komunikaci uvnitř veřejné správy.  
Občan – je klientem veřejné správy a je nutné mu usnadnit styk s úřady a co možná nejméně znepříjemňovat život nadbytečnou regulací; zároveň je potřeba veřejnou správu zprůhlednit a umožnit občanům se podílet na jejích rozhodnutích a kontrolovat její fungování. 
Úředník – je základním stavebním kamenem veřejné správy, na úředníky by mělo být nahlíženo všude stejně, musí být vyžadována vysoká kvalita jejich výkonu a jejich průběžné vzdělávání.  
Financování veřejné správy – je třeba věnovat pozornost způsobu alokace zdrojů na jednotlivé aktivity v rámci veřejné správy a provázání rozpočtů se strategickými prioritami vlády/ministerstev/zastupitelstev; veškeré agendy v rámci veřejné správy je třeba přezkoumávat z hlediska nákladové efektivnosti. 

## Cíle Smart Administration

### Vize Strategie SA pro rok 2015
- Veřejná správa v ČR je primárně pojata jako služba občanovi, naplňuje principy dobrého vládnutí, funguje efektivně a výkonně.

- Veřejné služby jsou klientsky orientovány, naplňují očekávání občanů, flexibilně reagují na jejich potřeby a fungují hospodárně.

- Veřejná správa a veřejné služby přispívají ke zvyšování konkurenceschopnosti české ekonomiky a zvyšování kvality života obyvatel ČR.

### Globální  cíl Strategie
Prostřednictvím zefektivnění fungování veřejné správy a veřejných služeb podpořit socioekonomický růst ČR a zvýšit kvalitu života občanů.

### Strategické  cíle Strategie
- A – Zkvalitnit tvorbu a implementaci politik.

- B – Zlepšit a zjednodušit regulatorní prostředí a vytvořit atraktivní prostředí pro podnikatele, domácí i zahraniční investory.

- C – Zefektivnit činnost úřadů veřejné správy, snížit finanční nároky na chod administrativy a zajistit transparentní výkon veřejné správy.

- D – Přiblížit veřejné služby občanovi, zajistit jejich maximální dostupnost a kvalitu.

- E – Zkvalitnit činnost justice.

## Institucionální  zabezpečení Smart Administration

### Ministerstvo vnitra
Ministerstvo vnitra je ze zákona ústředním orgánem státní správy pro oblast elektronického podpisu, oblast informačních systémů veřejné správy. MV plní koordinační úlohu pro informační a komunikační technologie.

### Odbor strukturálních fondů Ministerstva vnitra
Ministerstvo vnitra je zprostředkujícím subjektem pro vybrané oblasti Integrovaného operačního programu a Operačního programu Lidské zdroje a zaměstnanost. Odbor strukturální fondů vyhlašuje výzvy, vybírá a hodnotí projekty a v průběhu realizace je dále kontroluje

### Rada vlády pro konkurenceschopnost a informační společnost při Úřadu vlády ČR (RVKIS)
Je odborným poradním orgánem vlády pro oblast informační společnosti, který má plnit koordinační roli místo zrušeného ministerstva informatiky a poskytovat vládě vědomostní základnu zejména pro její rozhodování v koncepčních otázkách rozvoje informační společnosti tak, aby bylo dosaženo větší provázanosti a koordinace resortních a národních projektů.

### Ministerstvo pro místní rozvoj
Je řídícím orgánem Integrovaného operačního programu, který financuje infrastrukturní projekty Smart Administration z oblasti podpory 1.1 Rozvoj informační společnosti ve veřejné správě, 2.1 Zavádění ICT v územní veřejné správě a 3.4. Služby v oblasti bezpečnosti, prevence a řešení rizik. Zároveň je národním orgánem pro koordinaci.

### Ministerstvo práce a sociálních věcí
Je řídícím orgánem Operačního programu Lidské zdroje a zaměstnanost, který financuje tzv. měkké projekty Smart Administration z oblasti podpory 4.1 Posilování institucionální kapacity a efektivnosti veřejné správy.

## Jak se projekty Smart Administration financují
Projekty Smart Administration jsou v letech 2007 – 2013 financovány z Integrovaného operačního programu a Operačního programu Lidské zdroje a zaměstnanost. Žadatelé mohou být jak subjekty ústřední státní správy, tak obce a kraje. 

### Integrovaný operační program (IOP)
Z IOP jsou v rámci strategie Smart Administration financovány projekty veřejné správy a veřejných služeb. Podporuje se z něj například modernizace informačních technologií v rámci veřejné správy, zkvalitnění veřejných služeb a bezpečnosti, prevence a řešení rizik. Dále jsou v rámci IOP financovány projekty podporující cestovní ruch, územní rozvoj, zlepšování života na sídlištích apod.
V období 2007 – 2013 je v IOP k dispozici celkem 1 582,4 milionů EUR. Na projekty SA je z toho určeno celkem 676, 3 milionů EUR v rámci prioritních os 1.1. – Rozvoj informační společnosti ve veřejné správě, 2.1. – Zavádění ICT v územní veřejné správě a 3.4. – Služby v oblasti bezpečnosti, prevence a řešení rizik. .

### Operační program Lidské zdroje a zaměstnanost (OP LZZ)
OP LZZ je zaměřený na snižování nezaměstnanosti prostřednictvím aktivní politiky na trhu práce. Dále se z něj financují projekty profesního vzdělávání, začleňování znevýhodněných osob zpět do společnosti a zlepšení kvality veřejné správy. 
Celkově je v programu k dispozici 1,88 miliard EUR. Na projekty SA je z toho určeno celkem 171, 4 milionů EUR v rámci prioritní osy 4. – Veřejná správa a veřejné služby.

## Jaké projekty se v rámci Smart Administration financují

### Projekty Smart Administration financované z IOP
V rámci strategie Smart Administration se z IOP financují projekty zavádění nových informačních a komunikačních technologií na úřady a prevence a ochrana před riziky. Mezi podpořené projekty patří například:
- Zřizování kontaktních míst Czech Point  – tato kontaktní místa umožňují vyřídit si na vybraných poštách, zastupitelských úřadech, pobočkách hospodářské komory a u notářů různé úřední pohledávky (výpis z obchodního rejstříku, výpis z rejstříku trestů, z bodového konta řidičů atp.); v České republice jich je již více než 5 000.

- Elektronizace zadávání veřejných zakázek – tento projekt je jedním z protikorupčních opatření vlády ČR; umožňuje transparentní zadávání a vyhodnocování veřejných zakázek.

- Digitalizace Národní knihovny – projekt umožní vznik digitální knihovny, která bude zahrnovat monografie, periodika a dokumenty publikované na našem území a zahraniční dokumenty vztahující se k České republice.

- Datové schránky – tento projekt umožňuje komunikovat s úřady pomocí elektronického úložiště dokumentů a přispívá tím ke snižování byrokracie.

### Projekty Smart Administration financované z OP LZZ
V rámci strategie Smart Administration se z OP LZZ financují především projekty zaměřené na rozvoj lidských zdrojů a zkvalitňování výkonu veřejné správy. Mezi podporované projekty patří například:
- Vzdělávání a rozvoj lidských zdrojů ve veřejné správě – zaměstnanci veřejné správy jsou v rámci strategie SA školeni především v oblastech informační a komunikační technologie, v komunikačních schopnostech, projektového a procesního managementu apod. Podporuje se i zavádění distančních forem studia (např. e-learning).

- Vytváření nových strategií– podporována je i tvorba nových strategií, které zlepší efektivitu a celkový chod úřadů veřejné správy.

- Snižování administrativní zátěže– podporuje se například strategické plánování a řízení ve státní správě, zlepšování kvality managementu a řízení úřadů a zvyšování otevřenosti a transparentnosti úřadů veřejné správy.

- Boj proti korupci– financována je také prevence proti korupci na úrovni územních samosprávných celků.

## Související  články
- Veřejná správa
- Operační  program Lidské zdroje a zaměstnanost
- Fondy Evropské unie
- Evropský sociální fond
- Ministerstvo vnitra České republiky

## Externí  odkazy
- Portál  Smart Administration Archivováno 18. 3. 2013 na Wayback Machine.
- Úspěšné projekty IOP a OP LZZ v gesci Ministerstva vnitra Archivováno 16. 12. 2012 na Wayback Machine.
- Evropský  sociální fond v ČR
- Fondy Evropské unie
- IOP - Kvalita života
- Odbor strukturálních fondů Ministerstva České republiky Archivováno 25. 9. 2010 na Wayback Machine.